# Дутастерид
Дутастерид (англ. Dutasteride, лат. Dutasteridum) — азастероидный ингибитор 5α-Редуктазы I, II и III типа. В России и СНГ продается под торговыми марками Авопрост и Аводарт. Дутастерид, как правило, используется в качестве препарата для лечения доброкачественной гиперплазии предстательной железы (ДГПЖ) у мужчин, но также широко применяется для лечения аллопеции по мужскому типу, акне и при трансгендерной терапии в комплексе со спиронолкатоном и эстрогеном.

## Показания к применению
- Дутастерид назначается для лечения доброкачественной гиперплазии предстательной железы (ДГПЖ). Перед назначением препарата важно провести дополнительное обследование, т.к. ингибиторы 5α-Редуктазы могут скрывать симптомы злокачественных новообразований предстательной железы.[6] Кокрейновский обзор 2010 года обнаружил снижение риска развития рака простаты на 25–26% при химиопрофилактике ингибитором 5α-редуктазы.[2][7][8]
- Дутастерид может назначаться для лечении акне: воздействуя на уровень дигидротестостерона (ДГТ), тем самым меняя состав себума.
- При аллопеции по мужскому типу дутастерид может быть назначен в дозе 0,5 мг в сутки.  Дутастерид и Финастерид[9] остаются одними из самых эффективных средств для борьбы с аллопецией по мужскому типу. Тем не менее, исследования показали, что дутастерид вызывает возобновление роста волос у мужчин быстрее и в большей степени, чем даже самая высокая одобренная дозировка финастерида. Более высокая эффективность дутастерида по сравнению с финастеридом при этом показании объясняется тем, что ингибирование 5α-редуктазы и последующее снижение выработки дигидротестостерона (ДГТ) всех типов в волосяных фолликулах происходит только при использовании дутастерида. Дутастерид также используется не по назначению для лечения выпадения волос по женскому типу и гирустизма у женщин.[10][11][12]
- Дутастерид часто используется как компонент гормональной терапии при трансгендерном переходе вместе со спиронолактоном и эстрогеном.

## Противопоказания
Дутастерид оказывает тератогенное воздействие на плод при беременности. Исследования на животных указывают на неблагоприятное воздействие на эмбриофетальное развитие плодов мужского пола, подвергшихся воздействию препарата во время беременности (например, аномалии наружных половых органов, снижение веса предстательной железы и семенных пузырьков, вздутие препуциальных желез, развитие сосков). Из-за возможности абсорбции через кожу и последующего потенциального риска для плода мужского пола беременным женщинам или женщинам, которые могут забеременеть, не следует контактировать с капсулами препарата. При использовании во время беременности или в случае наступления беременности важно осознавать потенциальную опасность для плода мужского пола.
Личная непереносимость (например, серьезные кожные реакции, ангионевротический отек) к дутастериду, другим ингибиторам 5α-редуктазы или любому компоненту препарата.

## Принцип действия
Дутастерид необратимо блокирует действие всех типов фермента 5α-Редуктазы, тем самым предотвращает преобразование тестостерона в более активный дигидротестостерон. В течение двух месяцев приёма препарата уровень ДГТ в крови может снизиться до 98% и до 85–90% в предстательной железе. Дутастерид может незначительно повышать уровень свободного и общего тестостерона, которые не преобразовались в ДГТ.
Помимо ингибирования выработки ДГТ, ингибиторы 5α-редуктазы, такие как дутастерид, также являются ингибиторами нейростероидогенеза: предотвращая опосредованный 5α-редуктазой биосинтез различных нейростероидов, включая аллопрегнанолон (из прогестерона), THDOC(из дезоксикортикостерона) и 3α-андростандиол (из тестостерона). Эти нейростероиды являются мощными положительными аллостерическими модуляторами рецептора ГАМК(А) и в исследованиях на животных показали антидепрессивное, анксиолитическое и просексуальное действие. По этой причине снижение выработки нейростероидов является одним из предполагаемых причин сексуальной дисфункции и депрессии, связанных с ингибиторами 5α-редуктазы, такими как дутастерид.
Дутастерид подвергается интенсивному метаболизму в печени, опосредованному CYP3A4/5. Образуется несколько второстепенных и основных гидроксилированных метаболитов. Активность 6-β-гидроксидутастерида сравнима с активностью дутастерида.

## Побочные эффекты
Побочные эффекты в 6-12% случаев могут включать:  головную боль, боль или дискомфорт в желудочно-кишечном тракте, нарушение менструального цикла, головокружение, акне и депрессия. У мужчин также может наблюдаться уменьшение количества спермы в среднем на 30% и снижение активности сперматозоидов на 6-12%.
Побочные эффекты могут продолжаться в течение 3-4 месяцев после прекращения приёма препарата.
Некоторые исследования выявили зависимость между использованием дутастерида при лечении добокачественной гиперплазии предстательной железы (ДГПЖ) и повышенным риском рака предстательной железы высокой степени злокачественности. Однако, исследователи также считают, что это может быть связано с тем, что дутастерид может снижать количество простатспецифического антигена (ПСА) в сыворотке крови, повышенный уровень которого является индикатором рака предстательной железы, что приводит к несвоевременному обнаружению опухоли и снижает шансы на получение своевременного лечения.
Некоторое время считалось, что ингибиторы дигидротестостерона могут вызывать новообразования молочных желез, однако это не подтвердилось.

## Передозировка
Исследования показали, что дутастерид хорошо переносится большинством пациентов мужского и женского пола и чрезвычайно безопасен. Даже доза в 100 раз превышающая нормальную, не является смертельной.
Для дутастерида не существует универсального антидота, лечение передозировки является симптоматическим и поддерживающим. Высокая степень распределения и связывания с белками в оранизме может сделать диализ неэффективным. Аллергические реакции можно лечить антигистаминными препаратами с ингаляционными β-агонистами и кортикостероидами или без них.

## Взаимодействие с другими препаратами
Метаболизируется изоферментами CYP 3А4 и 3А5 до активных метаболитов; не метаболизируется изоферментами CYP 1A2, 2A6, 2B6, 2C8, 2C9, 2C19, 2D6 или 2E1. Возможное фармакокинетическое взаимодействие с ингибиторами CYP3A4 и CYP3A5 (снижение клиренса и повышение концентрации дутастерида в сыворотке крови). Используйте с осторожностью у пациентов, постоянно получающих мощные ингибиторы CYP3A4.

## Фармакокинетика
Биодоступность дутастерида в 60% достигается через 2-3 часа после приема препарата перорально. После однократного приема дутастерида в дозе 0,5 мг максимальная концентрация (Tmax) достигалась в течение 120–180 минут. Для достижения стабильной концентрации дутастериду требуется примерно от 3 до 6 месяцев. Ежедневный прием препарата достигал 65% равновесной концентрации через 1 месяц и 90% через 3 месяца.
Хотя было обнаружено, что максимальный уровень дутастерида в плазме снижается на 15% при приеме дутастерида с пищей, этот эффект клинически незначим.